# Smalstjärtad skogsjuvel
Smalstjärtad skogsjuvel (Microstilbon burmeisteri) är en fågel i familjen kolibrier.

## Utseende
Smalstjärtad skogsjuvel är en liten och långstjärtad kolibri. Den skiljs från liknande vitbukig skogsjuvel på längre stjärt, förlängda sidor på den magentafärgade strupen och, på honan, övervägande orangefärgad undersida.

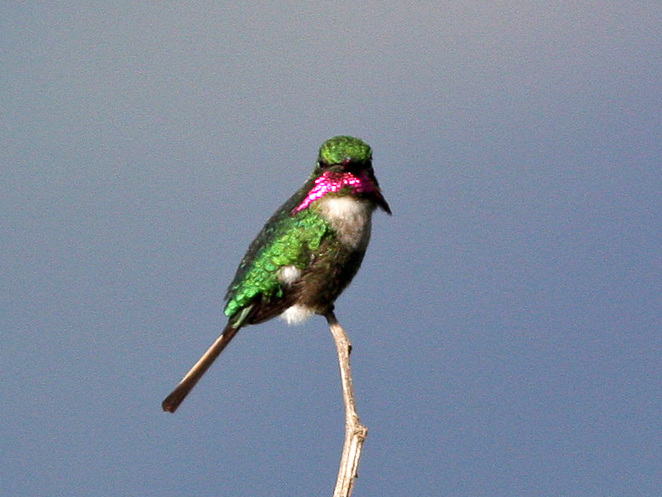
Hane.

## Utbredning och systematik
Smalstjärtad skogsjuvel förekommer i torra buskskogar i östra Bolivia och nordvästra Argentina. Arten är den enda i släktet Microstilbon och behandlas som monotypisk, det vill säga att den inte delas in i några underarter.

## Levnadssätt
Smalstjärtad skogsjuvel hittas i torra buskskogar på medelhög höjd.

## Status
Arten har ett stort utbredningsområde och beståndet anses stabilt. Internationella naturvårdsunionen IUCN listar den därför som livskraftig (LC). Den beskrivs docm som generellt sällsynt och svår att hitta genom hela utbredningsområdet.

## Namn
Fågelns vetenskapliga artnamn hedrar Karl Hermann Konrad Burmeister (1807-1892), tysk zoolog och entomolog baserad i Argentina 1861-1892 samt upptäcktsesande och samlare av specimen i Brasilien 1850-1852 och Argentina 1857-1860.